# Escadron 201
 (juin 2017).
Si vous disposez d'ouvrages ou d'articles de référence ou si vous connaissez des sites web de qualité traitant du thème abordé ici, merci de compléter l'article en donnant les références utiles à sa vérifiabilité et en les liant à la section « Notes et références ».

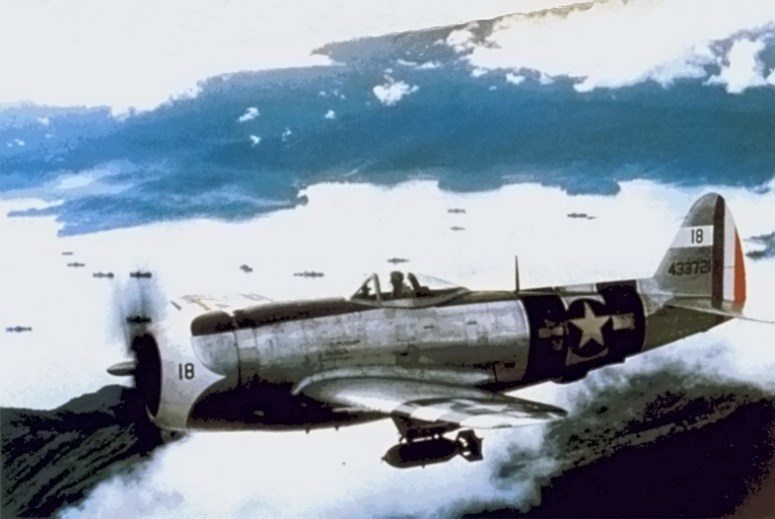
Un Republic P-47 Thunderbolt de l'escadron 201 aux Philippines.

L’escadron de chasse 201 ou escadron 201 (aussi connu comme les Aigles aztèques) est une unité de la force aérienne mexicaine qui participa à la Seconde Guerre mondiale.

## Historique

Drapeau de la Force aérienne expéditionnaire mexicaine de 1944 a 1945.

Entré officiellement en guerre dans le camp des alliés de la Seconde Guerre mondiale en 1942, le Mexique envoie au combat une seule formation militaire, en l’occurrence la Fuerza Aérea Expedicionaria Mexicana composée de l'Escadron 201. Cet escadron créé en 1944 et formé aux États-Unis dispose de 25 Republic P-47 Thunderbolt, d'une trentaine de pilotes et trois cents autres personnels. Arrivant aux Philippines le 30 avril 1945, ceux-ci participent à 791 sorties et larguent 1 457 bombes durant la bataille de Luçon et des raids sur Formose. 2 pilotes sont tués durant leur formation, 5 durant le déploiement en zone de guerre et un personnel au sol meurt de maladie.
Dans les années 2010, l'escadron dispose de 8 à 10 Pilatus PC-7.